# Kyaw Moe Tun
Kyaw Moe Tun est un diplomate birman qui est actuellement représentant permanent de la Birmanie auprès des Nations unies. Avant sa nomination à l'ONU, il avait été directeur général des organisations internationales et du département économique du ministère des Affaires étrangères.

## Biographie
Kyaw Moe Tun est né le 28 juillet 1969. Il est titulaire d'une maîtrise en administration des affaires de l'Université internationale du Japon (en) et d'un baccalauréat ès arts en relations internationales de l'Université de Rangoun.
Il est entré au ministère des Affaires étrangères en novembre 1993. Il a été nommé troisième / deuxième secrétaire à l'ambassade de la Birmanie à Jakarta, en Indonésie de juillet 1997 à mai 2001. De juillet 2005 à janvier 2009, il a été premier secrétaire / conseiller à la Mission permanente de la Birmanie auprès de l'Organisation des Nations unies à New York.
Il a également été ministre conseiller à la mission permanente de la Birmanie auprès de l'ONU d'avril 2012 à mars 2015. En janvier 2015, il a été nommé directeur du Département des organisations internationales et de l'économie, puis promu directeur général adjoint en mars 2015, et directeur général en septembre 2016.
Après le coup d'État et l'établissement de la junte militaire en 2021, Kyaw Moe Tun a appelé à « mettre fin au coup d'État militaire » et à « rendre le pouvoir de l'État au peuple » et termine sa prise de parole par le salut à trois doigts (en) des pro-démocrates. Il a été démis de ses fonctions par la junte, mais son remplacement n'a pas été acté aux Nations unies.